# Proterozoik
Proterozoik je geološki eon koji predstavlja razdoblje prije raširenosti kompleksnog života na Zemlji. Proterozoik je trajao od prije 2,5 milijardi godina do 542 milijuna godina. Granica između arhaika i proterozoika postavljena je približno na početak tektonike ploča slične današnjoj, tj. na početak izrazitijeg formiranja sedimentnih stijena na prostorima plitkomorskih šelfova. Proterozojske stijene najčešće su stijene nekadašnjeg neslužbenog prekambrija.
Najvažniji proterozojski događaji bili su:
- prijelaz u oksigeniziranu atmosferu tijekom mezoproterozoika;
- nekoliko glacijacija, uključujući i pretpostavljenu Grudu snijega tijekom perioda kriogenija u kasnome neoproterozoiku
- period ediakarij (635 – 542 milijuna godina) koji je karakteriziran razvojem višestaničnih organizama bez skeleta.

## Porast razine kisika u atmosferi
Jedan od najvažnijih događaja u proterozoiku bio je porast udjela kisika u Zemljinoj atmosferi. Iako se kisik fotosintezom proizvodio već u arhaiku, do značajnog porasta njegove koncentracije u tom razdoblju nije došlo iz dva razloga:
- sve do prije 2,5 milijardi godina na Zemlji nije bilo dovoljno cijanobakterija, zbog nedostatka prostranih plitkomorskih prostora, ali i zbog slabog strujanja vode bogate nutrijentima iz dubokomorskih prostora;
- sav kisik nastao fotokemijskim reakcijama i procesom fotosinteze morao se najprije potrošiti na oksidaciju željeza.

Pretpostavlja se da je sve do prije negdje oko 2,3 milijarde godina razina kisika u atmosferi iznosila samo jedan ili dva postotka današnje.
Na anoksične uvjete jasno ukazuju sedimentne stijene iz tog razdoblja, tj. prisutnost minerala uraninita (UO2) i pirita (FeS2) te trakastih željezovitih formacija (eng. Banded Iron Formations). Naime, pirit i uraninit brzo se raspadaju u atmosferskim uvjetima s kiskom, pa su vrlo rijetki u sedimentima do starosti 2 milijarde godina, dok su u starijim razdobljima vrlo česti, a trakaste željezovite formacije izgrađene su od obojenih lamina rožnjaka, kojima boju daju neoksidirani minerali željeza. Trakaste željezovite formacije gospodarski su vrlo značajne jer predstavljaju glavna svjetska ležišta željeza.
Na porast razine kisika u atmosferi ukazuju tzv. crveni slojevi (eng. red beds), kojima crvenu boju daje mineral hematit (Fe2O3), koji nastaje potpunom oksidacijom željezovitih minerala.
U razdoblju između 2,2 – 1,8 milijardi godina na nekim mjestima taložile su se trakaste željezovite formacije, a na drugim crveni slojevi, što ukazuje na neravnomjernu raspodjelu kisika u atmosferi. Međutim, u naslagama mlađim od 1,8 milijardi godina nisu prisutne trakaste željezovite formacije.